# Hilarimorpha californica
Hilarimorpha californica är en tvåvingeart som beskrevs av Webb 1974. Hilarimorpha californica ingår i släktet Hilarimorpha och familjen Hilarimorphidae.
Artens utbredningsområde är Kalifornien. Inga underarter finns listade i Catalogue of Life.